# Лексика (репресована)
Лексика репресована - слова, які заборонені та обмежені у використанні.

## Тлумачення терміна
У незалежній Україні в мовознавстві з’явилися поняття «репресована лексика», «реєстр репресованих слів», «репресоване слово». Значення терміносполуки «репресована лексика», як слів, що використовувалися до 1930-х років і згодом були обмежені у використанні подає у своїй статті «Скільки слів в українській мові» В’ячеслав Агеєв. Про поняття репресованої лексики також згадував С. Караванський.

## Причини виникнення терміна
Розвиток української мови впродовж усього XX століття мав швидше насильницький, аніж еволюційний характер. Усіма методами тодішня влада намагалася позбавити українську мову самобутніх рис та мінімалізувати різницю між українською та російською мовами. Ця програма лінгвоциду була проведена в декілька етапів. І одним з них була заборона та заміна українських питомих слів на російські. У мовознавстві гасло пролетарського інтернаціоналізму та зближення націй і мов доволі швидко перетворилися на доктрину, систематично-опрацьовану в ідеологічних документах 1930 -1970-х років, які спричинили значну нівеляційну динаміку лексичного складу української мови.Тодішня влада забороняла вживати українську мову прилюдно, цілковито або частково; накидала державну мову через освітню систему; зваблювала українців своєю культурою й можливістю кар’єри. Радянська система встановлює контроль над структурою української мови: забороняє певні слова, синтаксичні конструкції, а натомість пропонує інші, ближчі до російських або й живцем перенесені з російської мови. Таким чином, в радянській Україні конфлікт між українською і російською мовами перенесено з зовнішньої, позамовної сфери в середину самої мови. Боротьба відбувалася не тільки в людській психіці, а й у самій мові. Так, уся праця мовознавців 20 – х років була оголошена «шкідницькою й націоналістичною», а видання, які побачили світ у цю пору були заборонені.Посилюється загрозлива тенденція до усунення питомих рис української мови , що відрізняли її від російської. Це були зміни, внесені до українського правопису, такі як: заміна м’якого л у словах іншомовного походження на тверде л, скасування літери ґ у словах іншомовного походження , усунення форми двоїни, запровадження у 1933 році ліквідації паралельних форм і низка інших нищівних заходів по відношенні до української мови. Величезні масштаби антиукраїнського терору дуже виразно засвідчує те, що уже в другій половині 30 – х рр. молоде покоління українців було майже цілком позбавлене навчальної літератури з української мови. У квітні 1933 року А. Хвиля на засіданнях комісії НКО виступив з доповіддю "Націоналістична небезпека на мовному фронті й боротьба проти неї", де було вказано чотири тези стосовно винищення українських лексем. На основі цих тверджень було розгорнуто політику, яка знищувала українську лексику. Радянське керівництво запровадило в Україні керовану з Москви і повністю контрольовану партійним апаратом мовну політику, яка лишилась чинною до кінця 80 – х рр.

## Реєстр репресованих слів
Реєстр репресованих слів репрезентує нищівну політику радянської влади стосовно української мови. Робота над Реєстром репресованих слів передбачала укладення списку тих лексичних одиниць української мови, що у результаті директивного «унормування» в різний час замінювано або знищувано у ній. До списку вихідних слів у результаті наскрізного відбору ввійшла загальновживана та термінологічна лексика, яка зазнавала: а) повної заміни, б) часткової заміни (модифіковано префікс або / і суфікс) чи в) була усунена взагалі. Загальну структуру Реєстру репресованих слів складають три поля: вихідне слово з коментарем до нього (вказівка на причини усунення або заміни), слово-замінник з коментарем до нього (мотивація заміни) і посилання на текстові джерела, які пропонують або фіксують модифікацію лексикону. Коментарі до вихідного слова, які є цитатами з текстів-джерел, виявили надзвичайну однотипність і фактично зведені до формулювань: діалектизм, штучне слово, архаїзм, полонізм, застаріле, не властиве мовленню мас тощо. У Реєстрі репресованих слів подано лексеми, до яких відсутні замінники. Відсутність слів-замінників розглядається як ще один зі шляхів нівеляції лексичного складу мови – не через уведення в лексичну систему української мови одиниць, притаманних іншій, активніших у іншій мовній системі, а їх знищенням. Завданням Реєстру репресованих слів є передовсім виявити одиниці лексичної системи мови, які зазнали «репресій».